# Hui Shi
Hui Shi (ur. ok. 380/370 p.n.e., zm. ok. 310 p.n.e.) – starożytny chiński filozof, logik, przedstawiciel szkoły nazw, która zajmowała się relacją nazwy do desygnatu jako reprezentacji rzeczywistości. Często nazywany „Mistrzem Hui” (惠子, Huìzǐ).
Pochodził z państwa Song, położonego na obszarze dzisiejszej prowincji Henan. Przebywał na dworze w Wei, gdzie był kanclerzem króla Hui. Prowadził politykę budowania sojuszy i pokojowego rozwiązywania konfliktów, wykazywał się podobno wielką wiedzą. Nie przetrwały żadne dzieła Hui Shi i jego filozofia jest odtwarzana na podstawie wzmianek u innych autorów, głównie wielokrotnych polemik w Zhuangzi.
W XXXIII rozdziale Zhuangzi przytoczone jest 10 paradoksów autorstwa Hui Shi. Na podstawie takich paradoksów filozof sformułował własną teorię względności i udowadniał, że nie istnieją żadne powszechniki, gdyż wszystkie właściwości konkretnych rzeczy są względne i mogą ulegać zmianom.